# Interlands Roemeens voetbalelftal 1970-1979
Deze pagina toont een chronologisch en gedetailleerd overzicht van de interlands die het Roemeens voetbalelftal heeft gespeeld in de periode 1970 – 1979.

## Interlands

### 1970
|                                                       |      |       |                    |                                                                                        |
| 9 februari Vriendschappelijk № 198 «onderlinge duels» | Peru | 1 – 1 | Roemenië           | Estadio Alberto Gallardo, Lima Toeschouwers: 28.831 Scheidsrechter: César Orosco (PER) |
| 9 februari Vriendschappelijk № 198 «onderlinge duels» | ?    |       | 27' Mircea Lucescu | Estadio Alberto Gallardo, Lima Toeschouwers: 28.831 Scheidsrechter: César Orosco (PER) |

|                                                                      |                      |       |                     |                                                                                     |
| 8 april Vriendschappelijk № 199 «onderlinge duels» 19:30 uur (UTC+1) | West-Duitsland       | 1 – 1 | Roemenië            | Neckarstadion, Stuttgart Toeschouwers: 69.687 Scheidsrechter: Gyula Emsberger (HUN) |
| 8 april Vriendschappelijk № 199 «onderlinge duels» 19:30 uur (UTC+1) | Wolfgang Overath 33' |       | 19' Alexandru Neagu | Neckarstadion, Stuttgart Toeschouwers: 69.687 Scheidsrechter: Gyula Emsberger (HUN) |

|                                                                       |                                             |       |          |                                                                                      |
| 28 april Vriendschappelijk № 200 «onderlinge duels» 20:30 uur (UTC+1) | Frankrijk                                   | 2 – 0 | Roemenië | Stade Auguste-Delaune, Reims Toeschouwers: 10.929 Scheidsrechter: Othmar Huber (SUI) |
| 28 april Vriendschappelijk № 200 «onderlinge duels» 20:30 uur (UTC+1) | Charly Loubet 10' Jean Djorkaeff 40' (pen.) |       |          | Stade Auguste-Delaune, Reims Toeschouwers: 10.929 Scheidsrechter: Othmar Huber (SUI) |

|                                                                    |          |       |             |                                                                                         |
| 6 mei Vriendschappelijk № 201 «onderlinge duels» 17:15 uur (UTC+2) | Roemenië | 0 – 0 | Joegoslavië | Stadionul 23 August, Boekarest Toeschouwers: 34.438 Scheidsrechter: Petar Nikolov (BUL) |
| 6 mei Vriendschappelijk № 201 «onderlinge duels» 17:15 uur (UTC+2) |          |       |             | Stadionul 23 August, Boekarest Toeschouwers: 34.438 Scheidsrechter: Petar Nikolov (BUL) |

| Wereldkampioenschap voetbal 1970 |
| -------------------------------- |

|                                                                   |                 |       |          |                                                                                      |
| 2 juni WK 1970 Groep C № 202 «onderlinge duels» 16:00 uur (UTC−6) | Engeland        | 1 – 0 | Roemenië | Estadio Jalisco, Guadalajara Toeschouwers: 50.560 Scheidsrechter: Vital Loraux (BEL) |
| 2 juni WK 1970 Groep C № 202 «onderlinge duels» 16:00 uur (UTC−6) | Geoff Hurst 65' |       |          | Estadio Jalisco, Guadalajara Toeschouwers: 50.560 Scheidsrechter: Vital Loraux (BEL) |

|                                                                   |                                                  |       |                    |                                                                                      |
| 6 juni WK 1970 Groep C № 203 «onderlinge duels» 16:00 uur (UTC−6) | Roemenië                                         | 2 – 1 | Tsjecho-Slowakije  | Estadio Jalisco, Guadalajara Toeschouwers: 56.818 Scheidsrechter: Diego De Leo (MEX) |
| 6 juni WK 1970 Groep C № 203 «onderlinge duels» 16:00 uur (UTC−6) | Alexandru Neagu 53' Florea Dumitrache 77' (pen.) |       | 4' Ladislav Petráš | Estadio Jalisco, Guadalajara Toeschouwers: 56.818 Scheidsrechter: Diego De Leo (MEX) |

|                                                                    |                             |       |                                               |                                                                                             |
| 10 juni WK 1970 Groep C № 204 «onderlinge duels» 16:00 uur (UTC−6) | Brazilië                    | 3 – 2 | Roemenië                                      | Estadio Jalisco, Guadalajara Toeschouwers: 50.804 Scheidsrechter: Ferdinand Marschall (AUT) |
| 10 juni WK 1970 Groep C № 204 «onderlinge duels» 16:00 uur (UTC−6) | Pelé 19', 67' Jairzinho 22' |       | 34' Florea Dumitrache 84' Emerich Dembrovschi | Estadio Jalisco, Guadalajara Toeschouwers: 50.804 Scheidsrechter: Ferdinand Marschall (AUT) |

|  |  |  |  |  |  |  |  |  |

|                                                                            |                                                                 |       |         |                                                                                                  |
| 11 oktober EK 1972 kwalificatie № 205 «onderlinge duels» 15:30 uur (UTC+2) | Roemenië                                                        | 3 – 0 | Finland | Stadionul 23 August, Boekarest Toeschouwers: 36.584 Scheidsrechter: Leonidas Vamvakopoulos (GRE) |
| 11 oktober EK 1972 kwalificatie № 205 «onderlinge duels» 15:30 uur (UTC+2) | Florea Dumitrache 28' Florea Dumitrache 42' Radu Nunweiller 77' |       |         | Stadionul 23 August, Boekarest Toeschouwers: 36.584 Scheidsrechter: Leonidas Vamvakopoulos (GRE) |

|                                                                           |       |       |          |                                                                                 |
| 11 november EK 1972 kwalificatie № 206 «onderlinge duels» 19:30 uur (UTC) | Wales | 0 – 0 | Roemenië | Ninian Park, Cardiff Toeschouwers: 19.882 Scheidsrechter: Arie van Gemert (NED) |
| 11 november EK 1972 kwalificatie № 206 «onderlinge duels» 19:30 uur (UTC) |       |       |          | Ninian Park, Cardiff Toeschouwers: 19.882 Scheidsrechter: Arie van Gemert (NED) |

|                                                                         |                                     |       |          |                                                                                      |
| 2 december Vriendschappelijk № 207 «onderlinge duels» 20:15 uur (UTC+1) | Nederland                           | 2 – 0 | Roemenië | Olympisch Stadion, Amsterdam Toeschouwers: 52.000 Scheidsrechter: Tiny Wharton (SCO) |
| 2 december Vriendschappelijk № 207 «onderlinge duels» 20:15 uur (UTC+1) | Johan Cruijff 37' Johan Cruijff 57' |       |          | Olympisch Stadion, Amsterdam Toeschouwers: 52.000 Scheidsrechter: Tiny Wharton (SCO) |

### 1971
|                                                                       |             |                         |          |                                                                                             |
| 21 april Vriendschappelijk № 208 «onderlinge duels» 18:00 uur (UTC+1) | Joegoslavië | 0 – 1                   | Roemenië | Stadion Vojvodine, Novi Sad Toeschouwers: 15.430 Scheidsrechter: Stathis Papavasiliou (GRE) |
| 21 april Vriendschappelijk № 208 «onderlinge duels» 18:00 uur (UTC+1) |             | 57' Emerich Dembrovschi |          | Stadion Vojvodine, Novi Sad Toeschouwers: 15.430 Scheidsrechter: Stathis Papavasiliou (GRE) |

|                                                                        |                      |       |          |                                                                                    |
| 16 mei EK 1972 kwalificatie № 209 «onderlinge duels» 16:30 uur (UTC+1) | Tsjecho-Slowakije    | 1 – 0 | Roemenië | Tehelné pole, Bratislava Toeschouwers: 38.207 Scheidsrechter: Fernando Leite (POR) |
| 16 mei EK 1972 kwalificatie № 209 «onderlinge duels» 16:30 uur (UTC+1) | František Veselý 88' |       |          | Tehelné pole, Bratislava Toeschouwers: 38.207 Scheidsrechter: Fernando Leite (POR) |

|                                                                              |         |                                                                                      |          |                                                                                   |
| 22 september EK 1972 kwalificatie № 210 «onderlinge duels» 18:30 uur (UTC+2) | Finland | 0 – 4                                                                                | Roemenië | Olympisch Stadion, Helsinki Toeschouwers: 2.084 Scheidsrechter: Pius Kamber (SUI) |
| 22 september EK 1972 kwalificatie № 210 «onderlinge duels» 18:30 uur (UTC+2) |         | 25' Anghel Iordănescu 37' Niculae Lupescu 55' Emerich Dembrovschi 64' Mircea Lucescu |          | Olympisch Stadion, Helsinki Toeschouwers: 2.084 Scheidsrechter: Pius Kamber (SUI) |

|                                                                             |                                            |       |                   |                                                                                              |
| 14 november EK 1972 kwalificatie № 211 «onderlinge duels» 14:00 uur (UTC+2) | Roemenië                                   | 2 – 1 | Tsjecho-Slowakije | Stadionul 23 August, Boekarest Toeschouwers: 63.583 Scheidsrechter: Milivoje Gugulović (YUG) |
| 14 november EK 1972 kwalificatie № 211 «onderlinge duels» 14:00 uur (UTC+2) | Emerich Dembrovschi 26' Nicolae Dobrin 52' |       | 50' Ján Čapkovič  | Stadionul 23 August, Boekarest Toeschouwers: 63.583 Scheidsrechter: Milivoje Gugulović (YUG) |

|                                                                             |                                       |       |       |                                                                                         |
| 24 november EK 1972 kwalificatie № 212 «onderlinge duels» 14:00 uur (UTC+2) | Roemenië                              | 2 – 0 | Wales | Stadionul 23 August, Boekarest Toeschouwers: 35.251 Scheidsrechter: Fred Delcourt (BEL) |
| 24 november EK 1972 kwalificatie № 212 «onderlinge duels» 14:00 uur (UTC+2) | Niculae Lupescu 9' Mircea Lucescu 74' |       |       | Stadionul 23 August, Boekarest Toeschouwers: 35.251 Scheidsrechter: Fred Delcourt (BEL) |

### 1972
|                                                                       |                                                     |       |                                                                              |                                                                                            |
| 30 januari Vriendschappelijk № 213 «onderlinge duels» 20:00 uur (UTC) | Marokko                                             | 2 – 4 | Roemenië                                                                     | Stade d'Honneur, Casablanca Toeschouwers: 20.000 Scheidsrechter: Abdsalam El Morjani (MAR) |
| 30 januari Vriendschappelijk № 213 «onderlinge duels» 20:00 uur (UTC) | Abdelkader Ben Bouali 49' Abdelkader Ben Bouali 65' |       | 9' Attila Kun 33' Constantin Radu 50' Ladislau Broşovschi 70' Flavius Domide | Stade d'Honneur, Casablanca Toeschouwers: 20.000 Scheidsrechter: Abdsalam El Morjani (MAR) |

|                                                                      |                                       |       |           |                                                                                          |
| 8 april Vriendschappelijk № 214 «onderlinge duels» 16:30 uur (UTC+2) | Roemenië                              | 2 – 0 | Frankrijk | Stadionul 23 August, Boekarest Toeschouwers: 25.000 Scheidsrechter: Josip Strmečki (YGU) |
| 8 april Vriendschappelijk № 214 «onderlinge duels» 16:30 uur (UTC+2) | Anghel Iordănescu 16' Cornel Dinu 54' |       |           | Stadionul 23 August, Boekarest Toeschouwers: 25.000 Scheidsrechter: Josip Strmečki (YGU) |

|                                                                       |                                       |       |                                      |                                                                                         |
| 23 april Vriendschappelijk № 215 «onderlinge duels» 16:30 uur (UTC+2) | Roemenië                              | 2 – 2 | Peru                                 | Stadionul 23 August, Boekarest Toeschouwers: 6.000 Scheidsrechter: Nikos Zlatanos (GRE) |
| 23 april Vriendschappelijk № 215 «onderlinge duels» 16:30 uur (UTC+2) | Gheorghe Tătaru 65' Dumitru Marcu 75' |       | 20' Percy Rojas 61' Teófilo Cubillas | Stadionul 23 August, Boekarest Toeschouwers: 6.000 Scheidsrechter: Nikos Zlatanos (GRE) |

|                                                                          |                        |       |                        |                                                                             |
| 29 april EK 1972 kwalificatie № 216 «onderlinge duels» 17:00 uur (UTC+1) | Hongarije              | 1 – 1 | Roemenië               | Népstadion, Boedapest Toeschouwers: 68.466 Scheidsrechter: Dave Smith (ENG) |
| 29 april EK 1972 kwalificatie № 216 «onderlinge duels» 17:00 uur (UTC+1) | László Branikovits 10' |       | 56' Ludovic Sătmăreanu | Népstadion, Boedapest Toeschouwers: 68.466 Scheidsrechter: Dave Smith (ENG) |

|                                                                        |                                        |       |                                  |                                                                                            |
| 14 mei EK 1972 kwalificatie № 217 «onderlinge duels» 17:00 uur (UTC+2) | Roemenië                               | 2 – 2 | Hongarije                        | Stadionul 23 August, Boekarest Toeschouwers: 60.254 Scheidsrechter: Kurt Tschenscher (FRG) |
| 14 mei EK 1972 kwalificatie № 217 «onderlinge duels» 17:00 uur (UTC+2) | Nicolae Dobrin 14' Alexandru Neagu 81' |       | 5' István Szőke 36' Lajos Kocsis | Stadionul 23 August, Boekarest Toeschouwers: 60.254 Scheidsrechter: Kurt Tschenscher (FRG) |

|                                                                        |                                   |       |                     |                                                                                |
| 17 mei EK 1972 kwalificatie № 218 «onderlinge duels» 20:00 uur (UTC+1) | Hongarije                         | 2 – 1 | Roemenië            | JNA Stadion, Belgrado Toeschouwers: 32.130 Scheidsrechter: Hristos Mihas (GRE) |
| 17 mei EK 1972 kwalificatie № 218 «onderlinge duels» 20:00 uur (UTC+1) | Lajos Kocsis 26' István Szőke 87' |       | 32' Alexandru Neagu | JNA Stadion, Belgrado Toeschouwers: 32.130 Scheidsrechter: Hristos Mihas (GRE) |

|                                                                      |                                                                |       |                                                       |                                                                                              |
| 17 juni Vriendschappelijk № 219 «onderlinge duels» 20:00 uur (UTC+2) | Roemenië                                                       | 3 – 3 | Italië                                                | Stadionul 23 August, Boekarest Toeschouwers: 25.516 Scheidsrechter: Milivoje Gugulović (YUG) |
| 17 juni Vriendschappelijk № 219 «onderlinge duels» 20:00 uur (UTC+2) | Luciano Spinosi 19' (e.d.) Flavius Domide 59' Iuliu Hajnal 89' |       | 33' Pierino Prati 34' Pierino Prati 74' Franco Causio | Stadionul 23 August, Boekarest Toeschouwers: 25.516 Scheidsrechter: Milivoje Gugulović (YUG) |

|                                                                          |                         |       |                         |                                                                                         |
| 3 september Vriendschappelijk № 220 «onderlinge duels» 16:00 uur (UTC+2) | Roemenië                | 1 – 1 | Oostenrijk              | Stadionul Central, Craiova Toeschouwers: 35.000 Scheidsrechter: Nikola Mladenović (YUG) |
| 3 september Vriendschappelijk № 220 «onderlinge duels» 16:00 uur (UTC+2) | Emerich Dembrovschi 43' |       | 42' Josef Hickersberger | Stadionul Central, Craiova Toeschouwers: 35.000 Scheidsrechter: Nikola Mladenović (YUG) |

|                                                                              |                    |       |                     |                                                                                          |
| 20 september WK 1974 kwalificatie № 221 «onderlinge duels» 18:30 uur (UTC+2) | Finland            | 1 – 1 | Roemenië            | Olympisch Stadion, Helsinki Toeschouwers: 5.519 Scheidsrechter: Stanisław Eksztajn (POL) |
| 20 september WK 1974 kwalificatie № 221 «onderlinge duels» 18:30 uur (UTC+2) | Olavi Rissanen 86' |       | 52' Radu Nunweiller | Olympisch Stadion, Helsinki Toeschouwers: 5.519 Scheidsrechter: Stanisław Eksztajn (POL) |

|                                                                            |                                            |       |         |                                                                                                  |
| 29 oktober WK 1974 kwalificatie № 222 «onderlinge duels» 17:30 uur (UTC+2) | Roemenië                                   | 2 – 0 | Albanië | Stadionul 23 August, Boekarest Toeschouwers: 21.109 Scheidsrechter: Leonidas Vamvakopoulos (GRE) |
| 29 oktober WK 1974 kwalificatie № 222 «onderlinge duels» 17:30 uur (UTC+2) | Nicolae Dobrin 38' Emerich Dembrovschi 41' |       |         | Stadionul 23 August, Boekarest Toeschouwers: 21.109 Scheidsrechter: Leonidas Vamvakopoulos (GRE) |

### 1973
|                                                                       |                                                |       |          |                                                                                   |
| 18 april Vriendschappelijk № 223 «onderlinge duels» 16:00 uur (UTC+1) | Sovjet-Unie                                    | 2 – 0 | Roemenië | Centraal Stadion, Kiev Toeschouwers: 60.000 Scheidsrechter: József Szilvási (HUN) |
| 18 april Vriendschappelijk № 223 «onderlinge duels» 16:00 uur (UTC+1) | Volodymyr Onysjtsjenko 18' ladimir Muntyan 64' |       |          | Centraal Stadion, Kiev Toeschouwers: 60.000 Scheidsrechter: József Szilvási (HUN) |

|                                                                       |                |       |                                                                                         |                                                                                    |
| 6 mei WK 1974 kwalificatie № 224 «onderlinge duels» 16:00 uur (UTC+1) | Albanië        | 1 – 4 | Roemenië                                                                                | Qemal Stafastadion, Tirana Toeschouwers: 18.049 Scheidsrechter: Marijan Rauš (YUG) |
| 6 mei WK 1974 kwalificatie № 224 «onderlinge duels» 16:00 uur (UTC+1) | Sabah Bizi 87' |       | 12' Ion Dumitru 25' Florea Dumitrache 57' (pen.) Florea Dumitrache 72' Teodor Ţarălungă | Qemal Stafastadion, Tirana Toeschouwers: 18.049 Scheidsrechter: Marijan Rauš (YUG) |

|                                                                        |                       |       |     |                                                                                          |
| 27 mei WK 1974 kwalificatie № 225 «onderlinge duels» 17:30 uur (UTC+2) | Roemenië              | 1 – 0 | DDR | Stadionul 23 August, Boekarest Toeschouwers: 45.685 Scheidsrechter: Erich Linemayr (AUT) |
| 27 mei WK 1974 kwalificatie № 225 «onderlinge duels» 17:30 uur (UTC+2) | Florea Dumitrache 53' |       |     | Stadionul 23 August, Boekarest Toeschouwers: 45.685 Scheidsrechter: Erich Linemayr (AUT) |

|                                                                              |                                     |       |          |                                                                                    |
| 26 september WK 1974 kwalificatie № 226 «onderlinge duels» 19:00 uur (UTC+1) | DDR                                 | 2 – 0 | Roemenië | Zentralstadion, Leipzig Toeschouwers: 77.764 Scheidsrechter: Rudolf Scheurer (SUI) |
| 26 september WK 1974 kwalificatie № 226 «onderlinge duels» 19:00 uur (UTC+1) | Bernd Bransch 42' Bernd Bransch 64' |       |          | Zentralstadion, Leipzig Toeschouwers: 77.764 Scheidsrechter: Rudolf Scheurer (SUI) |

|                                                                            | |       |         |                                                                                           |
| 14 oktober WK 1974 kwalificatie № 227 «onderlinge duels» 15:30 uur (UTC+2) | Roemenië | 9 – 0 | Finland | Stadionul 23 August, Boekarest Toeschouwers: 13.525 Scheidsrechter: Gyula Emsberger (HUN) |
| 14 oktober WK 1974 kwalificatie № 227 «onderlinge duels» 15:30 uur (UTC+2) | Ion Dumitru 6' Dumitru Marcu 8' Mircea Sandu 25' Dumitru Marcu 43' Florea Dumitrache 45' Nicolae Pantea 55' Florea Dumitrache 63' Mircea Sandu 65' Dudu Georgescu 81' |       |         | Stadionul 23 August, Boekarest Toeschouwers: 13.525 Scheidsrechter: Gyula Emsberger (HUN) |

### 1974
|                                                                       |                    |       |          |                                                                                   |
| 23 maart Vriendschappelijk № 228 «onderlinge duels» 20:30 uur (UTC+1) | Frankrijk          | 1 – 0 | Roemenië | Parc des Princes, Parijs Toeschouwers: 20.224 Scheidsrechter: John Homewood (ENG) |
| 23 maart Vriendschappelijk № 228 «onderlinge duels» 20:30 uur (UTC+1) | Georges Bereta 59' |       |          | Parc des Princes, Parijs Toeschouwers: 20.224 Scheidsrechter: John Homewood (ENG) |

|                                                                       |                     |       |          |                                                                                       |
| 17 april Vriendschappelijk № 229 «onderlinge duels» 21:00 uur (UTC−3) | Brazilië            | 2 – 0 | Roemenië | Estádio do Morumbi, São Paulo Toeschouwers: 72.585 Scheidsrechter: Robert Wurtz (FRA) |
| 17 april Vriendschappelijk № 229 «onderlinge duels» 21:00 uur (UTC−3) | Leivinha 9' Edu 20' |       |          | Estádio do Morumbi, São Paulo Toeschouwers: 72.585 Scheidsrechter: Robert Wurtz (FRA) |

|                                                                       |                                    |       |                | |
| 22 april Vriendschappelijk № 230 «onderlinge duels» 21:00 uur (UTC−3) | Argentinië                         | 2 – 1 | Roemenië       | Estadio José Amalfitani, Buenos Aires Toeschouwers: 45.000 Scheidsrechter: Arturo Ithurralde (ARG) |
| 22 april Vriendschappelijk № 230 «onderlinge duels» 21:00 uur (UTC−3) | René Houseman 57' Mario Kempes 76' |       | 35' Attila Kun | Estadio José Amalfitani, Buenos Aires Toeschouwers: 45.000 Scheidsrechter: Arturo Ithurralde (ARG) |

|                                                                                   |                                                               |       |                     |                                                                                          |
| 29 mei Balkan Cup 1973/76 Halve finale № 231 «onderlinge duels» 20:00 uur (UTC+2) | Roemenië                                                      | 3 – 1 | Griekenland         | Stadionul 23 August, Boekarest Toeschouwers: 40.000 Scheidsrechter: Ziya Türkdoğan (TUR) |
| 29 mei Balkan Cup 1973/76 Halve finale № 231 «onderlinge duels» 20:00 uur (UTC+2) | Anghel Iordănescu 2' Anghel Iordănescu 32' Mircea Lucescu 85' |       | 11' Stavros Sarafis | Stadionul 23 August, Boekarest Toeschouwers: 40.000 Scheidsrechter: Ziya Türkdoğan (TUR) |

|                                                                     |           |       |          |                                                                                |
| 5 juni Vriendschappelijk № 232 «onderlinge duels» 20:30 uur (UTC+1) | Nederland | 0 – 0 | Roemenië | De Kuip, Rotterdam Toeschouwers: 22.476 Scheidsrechter: Ricardo Lattanzi (ITA) |
| 5 juni Vriendschappelijk № 232 «onderlinge duels» 20:30 uur (UTC+1) |           |       |          | De Kuip, Rotterdam Toeschouwers: 22.476 Scheidsrechter: Ricardo Lattanzi (ITA) |

|                                                                      |                                                                              |       |                     |                                                                                     |
| 23 juli Vriendschappelijk № 233 «onderlinge duels» 19:30 uur (UTC+2) | Roemenië                                                                     | 4 – 1 | Japan               | 1 mei-stadion, Constanța Toeschouwers: 8.000 Scheidsrechter: Liuben Radunchev (BUL) |
| 23 juli Vriendschappelijk № 233 «onderlinge duels» 19:30 uur (UTC+2) | Florea Dumitrache 23' Florea Dumitrache 53' Ion Dumitru 71' Iuliu Hajnal 80' |       | 78' Yoshikayu Nagai | 1 mei-stadion, Constanța Toeschouwers: 8.000 Scheidsrechter: Liuben Radunchev (BUL) |

|                                                                           |           |       |          | |
| 25 september Vriendschappelijk № 234 «onderlinge duels» 18:00 uur (UTC+2) | Bulgarije | 0 – 0 | Roemenië | Vasil Levski Nationaal Stadion, Sofia Toeschouwers: 12.000 Scheidsrechter: Milivoje Gugulović (YUG) |
| 25 september Vriendschappelijk № 234 «onderlinge duels» 18:00 uur (UTC+2) |           |       |          | Vasil Levski Nationaal Stadion, Sofia Toeschouwers: 12.000 Scheidsrechter: Milivoje Gugulović (YUG) |

|                                                                            |            |       |          |                                                                                                |
| 13 oktober EK 1976 kwalificatie № 235 «onderlinge duels» 13:30 uur (UTC+1) | Denemarken | 0 – 0 | Roemenië | Københavns Idrætspark, Kopenhagen Toeschouwers: 15.700 Scheidsrechter: Ferdinand Biwersi (FRG) |
| 13 oktober EK 1976 kwalificatie № 235 «onderlinge duels» 13:30 uur (UTC+1) |            |       |          | Københavns Idrætspark, Kopenhagen Toeschouwers: 15.700 Scheidsrechter: Ferdinand Biwersi (FRG) |

|                                                                         |        |                  |          |                                                                                   |
| 4 december Vriendschappelijk № 236 «onderlinge duels» 17:30 uur (UTC+2) | Israël | 0 – 1            | Roemenië | Bloomfieldstadion, Tel Aviv Toeschouwers: 7.000 Scheidsrechter: Frans Derks (NED) |
| 4 december Vriendschappelijk № 236 «onderlinge duels» 17:30 uur (UTC+2) |        | 80' Ştefan Sameş |          | Bloomfieldstadion, Tel Aviv Toeschouwers: 7.000 Scheidsrechter: Frans Derks (NED) |

### 1975
|                                                                       |                |       |                   |                                                                                     |
| 19 maart Vriendschappelijk № 237 «onderlinge duels» 14:30 uur (UTC+2) | Turkije        | 1 – 1 | Roemenië          | BJK Inönüstadion, Istanbul Toeschouwers: 22.005 Scheidsrechter: Werner Spiegl (AUT) |
| 19 maart Vriendschappelijk № 237 «onderlinge duels» 14:30 uur (UTC+2) | Cemil Turan 3' |       | 7' Mircea Lucescu | BJK Inönüstadion, Istanbul Toeschouwers: 22.005 Scheidsrechter: Werner Spiegl (AUT) |

|                                                                       |                   |       |                |                                                                                       |
| 31 maart Vriendschappelijk № 238 «onderlinge duels» 17:00 uur (UTC+1) | Tsjecho-Slowakije | 1 – 1 | Roemenië       | Letenský Stadion, Praag Toeschouwers: 5.000 Scheidsrechter: Włodzimierz Karolak (POL) |
| 31 maart Vriendschappelijk № 238 «onderlinge duels» 17:00 uur (UTC+1) | Zdeněk Nehoda 41' |       | 76' Attila Kun | Letenský Stadion, Praag Toeschouwers: 5.000 Scheidsrechter: Włodzimierz Karolak (POL) |

|                                                                          |              |       |                   |                                                                                             |
| 17 april EK 1976 kwalificatie № 239 «onderlinge duels» 20:30 uur (UTC+2) | Spanje       | 1 – 1 | Roemenië          | Estadio Santiago Bernabéu, Madrid Toeschouwers: 54.660 Scheidsrechter: Charles Corver (NED) |
| 17 april EK 1976 kwalificatie № 239 «onderlinge duels» 20:30 uur (UTC+2) | Velázquez 6' |       | 70' Zoltan Crişan | Estadio Santiago Bernabéu, Madrid Toeschouwers: 54.660 Scheidsrechter: Charles Corver (NED) |

|                                                                        | |       |                |                                                                                          |
| 11 mei EK 1976 kwalificatie № 240 «onderlinge duels» 17:00 uur (UTC+2) | Roemenië | 6 – 1 | Denemarken     | Stadionul 23 August, Boekarest Toeschouwers: 37.773 Scheidsrechter: Nikos Zlatanos (GRE) |
| 11 mei EK 1976 kwalificatie № 240 «onderlinge duels» 17:00 uur (UTC+2) | Dudu Georgescu 28' Zoltan Crişan 40' Zoltan Crişan 59' Dudu Georgescu 76' Mircea Lucescu 83' Cornel Dinu 85' |       | 85' Peter Dahl | Stadionul 23 August, Boekarest Toeschouwers: 37.773 Scheidsrechter: Nikos Zlatanos (GRE) |

|                                                                        |                    |       |                    |                                                                                          |
| 1 juni EK 1976 kwalificatie № 241 «onderlinge duels» 17:30 uur (UTC+2) | Roemenië           | 1 – 1 | Schotland          | Stadionul 23 August, Boekarest Toeschouwers: 52.203 Scheidsrechter: Ertuğrul Dilek (TUR) |
| 1 juni EK 1976 kwalificatie № 241 «onderlinge duels» 17:30 uur (UTC+2) | Dudu Georgescu 21' |       | 89' Gordon McQueen | Stadionul 23 August, Boekarest Toeschouwers: 52.203 Scheidsrechter: Ertuğrul Dilek (TUR) |

|                                                                                         |                     |       |                 |                                                                                          |
| 24 september Balkan Cup 1973/76 Halve finale № 242 «onderlinge duels» 21:00 uur (UTC+3) | Griekenland         | 1 – 1 | Roemenië        | Kaftanzogliostadion, Thessaloniki Toeschouwers: 15.000 Scheidsrechter: Miloš Čajić (YUG) |
| 24 september Balkan Cup 1973/76 Halve finale № 242 «onderlinge duels» 21:00 uur (UTC+3) | Stavros Sarafis 84' |       | 27' Ion Dumitru | Kaftanzogliostadion, Thessaloniki Toeschouwers: 15.000 Scheidsrechter: Miloš Čajić (YUG) |

|                                                                         |                                       |       |                                    |                                                                                        |
| 12 oktober Vriendschappelijk № 243 «onderlinge duels» 17:30 uur (UTC+2) | Roemenië                              | 2 – 2 | Turkije                            | Stadionul 23 August, Boekarest Toeschouwers: 5.000 Scheidsrechter: Marian Kustoń (POL) |
| 12 oktober Vriendschappelijk № 243 «onderlinge duels» 17:30 uur (UTC+2) | Anghel Iordănescu 23' Cornel Dinu 90' |       | 14' Gökmen Özdenak 80' Cemil Turan | Stadionul 23 August, Boekarest Toeschouwers: 5.000 Scheidsrechter: Marian Kustoń (POL) |

|                                                                             |                                                 |       |                                             |                                                                                                |
| 16 november EK 1976 kwalificatie № 244 «onderlinge duels» 14:00 uur (UTC+2) | Roemenië                                        | 2 – 2 | Spanje                                      | Stadionul 23 August, Boekarest Toeschouwers: 45.381 Scheidsrechter: Hans-Joachim Weyland (FRG) |
| 16 november EK 1976 kwalificatie № 244 «onderlinge duels» 14:00 uur (UTC+2) | Dudu Georgescu 72' (pen.) Anghel Iordănescu 80' |       | 29' Ángel María Villar Llona 56' Santillana | Stadionul 23 August, Boekarest Toeschouwers: 45.381 Scheidsrechter: Hans-Joachim Weyland (FRG) |

|                                                                          |                               |       |                                               |                                                                                         |
| 29 november Vriendschappelijk № 245 «onderlinge duels» 14:30 uur (UTC+2) | Roemenië                      | 2 – 2 | Sovjet-Unie                                   | Stadionul 23 August, Boekarest Toeschouwers: 15.000 Scheidsrechter: Rudi Glöckner (DDR) |
| 29 november Vriendschappelijk № 245 «onderlinge duels» 14:30 uur (UTC+2) | Radu Troi 5' Iuliu Hajnal 85' |       | 44' (pen.) Viktor Kolotov 47' Anatoliy Konkov | Stadionul 23 August, Boekarest Toeschouwers: 15.000 Scheidsrechter: Rudi Glöckner (DDR) |

|                                                                           |                 |       |                   |                                                                               |
| 17 december EK 1976 kwalificatie № 246 «onderlinge duels» 20:00 uur (UTC) | Schotland       | 1 – 1 | Roemenië          | Hampden Park, Glasgow Toeschouwers: 11.375 Scheidsrechter: Adolf Prokop (DDR) |
| 17 december EK 1976 kwalificatie № 246 «onderlinge duels» 20:00 uur (UTC) | Bruce Rioch 39' |       | 74' Zoltan Crişan | Hampden Park, Glasgow Toeschouwers: 11.375 Scheidsrechter: Adolf Prokop (DDR) |

### 1976
|                                                                             |                    |       |          |                                                                                      |
| 12 mei Balkan Cup 1973/76 Finale № 247 «onderlinge duels» 17:30 uur (UTC+2) | Bulgarije          | 1 – 0 | Roemenië | Stadion Ivajlo, Veliko Tarnovo Toeschouwers: 30.000 Scheidsrechter: Orhan Cebe (TUR) |
| 12 mei Balkan Cup 1973/76 Finale № 247 «onderlinge duels» 17:30 uur (UTC+2) | Tsonyo Vasilev 49' |       |          | Stadion Ivajlo, Veliko Tarnovo Toeschouwers: 30.000 Scheidsrechter: Orhan Cebe (TUR) |

|                                                                     |                                                                                        |       |                                       |                                                                           |
| 5 juni Vriendschappelijk № 248 «onderlinge duels» 18:00 uur (UTC+2) | Italië                                                                                 | 4 – 2 | Roemenië                              | San Siro, Milaan Toeschouwers: 30.329 Scheidsrechter: Paul Schiller (AUT) |
| 5 juni Vriendschappelijk № 248 «onderlinge duels» 18:00 uur (UTC+2) | Francesco Graziani 49' Giancarlo Antognoni 60' Roberto Bettega 70' Roberto Bettega 74' |       | 65' Mircea Lucescu 77' Dudu Georgescu | San Siro, Milaan Toeschouwers: 30.329 Scheidsrechter: Paul Schiller (AUT) |

|                                                   |                                            |       |                                    |                                                                                  |
| 2 juli Vriendschappelijk № 249 «onderlinge duels» | Iran                                       | 2 – 2 | Roemenië                           | Aryamehrstadion, Teheran Toeschouwers: 60.000 Scheidsrechter: Jafar Namdar (IRN) |
| 2 juli Vriendschappelijk № 249 «onderlinge duels» | Parviz Ghelighkhani 40' Nasser Nourali 65' |       | 3' László Bölöni 82' Gabriel Sandu | Aryamehrstadion, Teheran Toeschouwers: 60.000 Scheidsrechter: Jafar Namdar (IRN) |

|                                                                           |                    |       |                     |                                                                                                   |
| 22 september Vriendschappelijk № 250 «onderlinge duels» 17:30 uur (UTC+2) | Roemenië           | 1 – 1 | Tsjecho-Slowakije   | Stadionul 23 August, Boekarest Toeschouwers: 15.000 Scheidsrechter: Panayotis Kolliropoulos (GRE) |
| 22 september Vriendschappelijk № 250 «onderlinge duels» 17:30 uur (UTC+2) | Dudu Georgescu 30' |       | 23' Antonín Panenka | Stadionul 23 August, Boekarest Toeschouwers: 15.000 Scheidsrechter: Panayotis Kolliropoulos (GRE) |

|                                                                        |                                                       |       |                                   |                                                                              |
| 6 oktober Vriendschappelijk № 251 «onderlinge duels» 17:00 uur (UTC+1) | Tsjecho-Slowakije                                     | 3 – 2 | Roemenië                          | Letenský Stadion, Praag Toeschouwers: 15.000 Scheidsrechter: Béla Nagy (HUN) |
| 6 oktober Vriendschappelijk № 251 «onderlinge duels» 17:00 uur (UTC+1) | Antonín Panenka 39' Karol Dobiaš 67' Anton Ondruš 69' |       | 7' Ilie Balaci 53' Dudu Georgescu | Letenský Stadion, Praag Toeschouwers: 15.000 Scheidsrechter: Béla Nagy (HUN) |

|                                                                                  |                                                       |       |                                           |                                                                                                |
| 28 november Balkan Cup 1973/76 Finale № 252 «onderlinge duels» 14:00 uur (UTC+2) | Roemenië                                              | 3 – 2 | Bulgarije                                 | Stadionul 23 August, Boekarest Toeschouwers: 40.000 Scheidsrechter: Teodoros Tsanaklidis (GRE) |
| 28 november Balkan Cup 1973/76 Finale № 252 «onderlinge duels» 14:00 uur (UTC+2) | Radu Troi 47' László Bölöni 54' Gheorghe Mulţescu 78' |       | 13' Atanas Garabski 69' Andrey Zhelyazkov | Stadionul 23 August, Boekarest Toeschouwers: 40.000 Scheidsrechter: Teodoros Tsanaklidis (GRE) |

### 1977
|                                                                                |                                                                         |       |         |                                                                                                |
| 23 maart Balkan Cup 1977/80 Groep A № 253 «onderlinge duels» 16:00 uur (UTC+2) | Roemenië                                                                | 4 – 0 | Turkije | Stadionul Steaua, Boekarest Toeschouwers: 10.000 Scheidsrechter: Panayotis Kolliropoulos (GRE) |
| 23 maart Balkan Cup 1977/80 Groep A № 253 «onderlinge duels» 16:00 uur (UTC+2) | Dudu Georgescu 23' Ion Dumitru 62' Iosif Vigu 75' Anghel Iordănescu 82' |       |         | Stadionul Steaua, Boekarest Toeschouwers: 10.000 Scheidsrechter: Panayotis Kolliropoulos (GRE) |

|                                                                          |                       |       |        |                                                                                    |
| 16 april WK 1978 kwalificatie № 254 «onderlinge duels» 16:30 uur (UTC+2) | Roemenië              | 1 – 0 | Spanje | Stadionul Steaua, Boekarest Toeschouwers: 18.500 Scheidsrechter: John Gordon (SCO) |
| 16 april WK 1978 kwalificatie № 254 «onderlinge duels» 16:30 uur (UTC+2) | Goyo Benito 6' (e.d.) |       |        | Stadionul Steaua, Boekarest Toeschouwers: 18.500 Scheidsrechter: John Gordon (SCO) |

|                                                                       |                 |       |                       |                                                                                             |
| 27 april Vriendschappelijk № 255 «onderlinge duels» 17:00 uur (UTC+2) | Roemenië        | 1 – 1 | DDR                   | Stadionul Steaua, Boekarest Toeschouwers: 20.000 Scheidsrechter: Pablo Sánchez Ibáñez (ESP) |
| 27 april Vriendschappelijk № 255 «onderlinge duels» 17:00 uur (UTC+2) | Ion Dumitru 39' |       | 31' Lothar Kurbjuweit | Stadionul Steaua, Boekarest Toeschouwers: 20.000 Scheidsrechter: Pablo Sánchez Ibáñez (ESP) |

|                                                                       |             |                                          |          |                                                                                      |
| 8 mei WK 1978 kwalificatie № 256 «onderlinge duels» 17:30 uur (UTC+1) | Joegoslavië | 0 – 2                                    | Roemenië | Maksimirstadion, Zagreb Toeschouwers: 45.000 Scheidsrechter: Menahem Ashkenazi (ISR) |
| 8 mei WK 1978 kwalificatie № 256 «onderlinge duels» 17:30 uur (UTC+1) |             | 37' Dudu Georgescu 44' Anghel Iordănescu |          | Maksimirstadion, Zagreb Toeschouwers: 45.000 Scheidsrechter: Menahem Ashkenazi (ISR) |

|                                                                            |      |       |          |                                                                                  |
| 5 augustus Vriendschappelijk № 257 «onderlinge duels» 19:00 uur (UTC+3:30) | Iran | 0 – 0 | Roemenië | Aryamehrstadion, Teheran Toeschouwers: 60.000 Scheidsrechter: Jafar Namdar (IRN) |
| 5 augustus Vriendschappelijk № 257 «onderlinge duels» 19:00 uur (UTC+3:30) |      |       |          | Aryamehrstadion, Teheran Toeschouwers: 60.000 Scheidsrechter: Jafar Namdar (IRN) |

|                                                                       |                   |       |                                                                    |                                                                                   |
| 14 augustus Vriendschappelijk Mohammed V Cup № 258 «onderlinge duels» | Tsjecho-Slowakije | 1 – 3 | Roemenië                                                           | Stade de F.U.S., Rabat Toeschouwers: 12.000 Scheidsrechter: Mohamed Larache (MAR) |
| 14 augustus Vriendschappelijk Mohammed V Cup № 258 «onderlinge duels» | Zdeněk Nehoda 30' |       | 10' Dudu Georgescu 35' (pen.) Dudu Georgescu 85' Anghel Iordănescu | Stade de F.U.S., Rabat Toeschouwers: 12.000 Scheidsrechter: Mohamed Larache (MAR) |

|                                                                           | |       |                      |                                                                                      |
| 21 september Vriendschappelijk № 259 «onderlinge duels» 16:00 uur (UTC+2) | Roemenië                                                                                              | 6 – 1 | Griekenland          | Stadionul Steaua, Boekarest Toeschouwers: 15.000 Scheidsrechter: René Vigliani (FRA) |
| 21 september Vriendschappelijk № 259 «onderlinge duels» 16:00 uur (UTC+2) | Ion Dumitru 7' László Bölöni 22' Ion Dumitru 32' László Bölöni 42' Ion Dumitru 77' Dudu Georgescu 80' |       | 28' Petros Karavitis | Stadionul Steaua, Boekarest Toeschouwers: 15.000 Scheidsrechter: René Vigliani (FRA) |

|                                                                            |                                 |       |          |                                                                                          |
| 26 oktober WK 1978 kwalificatie № 260 «onderlinge duels» 21:00 uur (UTC+1) | Spanje                          | 2 – 0 | Roemenië | Estadio Vicente Calderón, Madrid Toeschouwers: 40.000 Scheidsrechter: Robert Wurtz (FRA) |
| 26 oktober WK 1978 kwalificatie № 260 «onderlinge duels» 21:00 uur (UTC+1) | Eugenio Leal 74' Rubén Cano 83' |       |          | Estadio Vicente Calderón, Madrid Toeschouwers: 40.000 Scheidsrechter: Robert Wurtz (FRA) |

|                                                                             |                                                                          |       | |                                                                                      |
| 13 november WK 1978 kwalificatie № 261 «onderlinge duels» 14:00 uur (UTC+2) | Roemenië                                                                 | 4 – 6 | Joegoslavië | Stadionul Steaua, Boekarest Toeschouwers: 30.000 Scheidsrechter: Fred Delcourt (BEL) |
| 13 november WK 1978 kwalificatie № 261 «onderlinge duels» 14:00 uur (UTC+2) | Iosif Vigu 2' Anghel Iordănescu 40' László Bölöni 43' Dudu Georgescu 67' |       | 14' Safet Sušić 18' Dražen Mužinić 51' Safet Sušić 62' Safet Sušić 79' Aleksandar Trifunović 84' Zoran Filipović | Stadionul Steaua, Boekarest Toeschouwers: 30.000 Scheidsrechter: Fred Delcourt (BEL) |

### 1978
|                                                                                |                 |       |                    |                                                                                        |
| 22 maart Balkan Cup 1977/80 Groep A № 262 «onderlinge duels» 15:00 uur (UTC+2) | Turkije         | 1 – 1 | Roemenië           | BJK Inönüstadion, Istanbul Toeschouwers: 10.000 Scheidsrechter: Tome Manojlovski (YUG) |
| 22 maart Balkan Cup 1977/80 Groep A № 262 «onderlinge duels» 15:00 uur (UTC+2) | Sedat Özden 10' |       | 80' Dudu Georgescu | BJK Inönüstadion, Istanbul Toeschouwers: 10.000 Scheidsrechter: Tome Manojlovski (YUG) |

|                                                                      |                                             |       |          |                                                                                              |
| 5 april Vriendschappelijk № 263 «onderlinge duels» 21:00 uur (UTC−3) | Argentinië                                  | 2 – 0 | Roemenië | La Bombonera, Buenos Aires Toeschouwers: 80.000 Scheidsrechter: Juan Daniel Cardellino (URU) |
| 5 april Vriendschappelijk № 263 «onderlinge duels» 21:00 uur (UTC−3) | Daniel Passarella 20' Daniel Passarella 33' |       |          | La Bombonera, Buenos Aires Toeschouwers: 80.000 Scheidsrechter: Juan Daniel Cardellino (URU) |

|                                                                             |                                      |       |           |                                                                                        |
| 3 mei Balkan Cup 1977/80 Groep A № 264 «onderlinge duels» 17:00 uur (UTC+2) | Roemenië                             | 2 – 0 | Bulgarije | Stadionul 23 August, Boekarest Toeschouwers: 30.000 Scheidsrechter: Vlado Tauzes (YUG) |
| 3 mei Balkan Cup 1977/80 Groep A № 264 «onderlinge duels» 17:00 uur (UTC+2) | Anghel Iordănescu 2' Ilie Balaci 74' |       |           | Stadionul 23 August, Boekarest Toeschouwers: 30.000 Scheidsrechter: Vlado Tauzes (YUG) |

|                                                                     |          |                  |             |                                                                                           |
| 14 mei Vriendschappelijk № 265 «onderlinge duels» 17:00 uur (UTC+2) | Roemenië | 0 – 1            | Sovjet-Unie | Stadionul 23 August, Boekarest Toeschouwers: 40.000 Scheidsrechter: Marian Środecki (POL) |
| 14 mei Vriendschappelijk № 265 «onderlinge duels» 17:00 uur (UTC+2) |          | 27' Oleh Blochin |             | Stadionul 23 August, Boekarest Toeschouwers: 40.000 Scheidsrechter: Marian Środecki (POL) |

|                                                                              |                      |       |                       | |
| 31 mei Balkan Cup 1977/80 Groep A № 266 «onderlinge duels» 19:00 uur (UTC+2) | Bulgarije            | 1 – 1 | Roemenië              | Vasil Levski Nationaal Stadion, Sofia Toeschouwers: 10.000 Scheidsrechter: Dimitris Sarakinos (GRE) |
| 31 mei Balkan Cup 1977/80 Groep A № 266 «onderlinge duels» 19:00 uur (UTC+2) | Stoycho Mladenov 16' |       | 34' Anghel Iordănescu | Vasil Levski Nationaal Stadion, Sofia Toeschouwers: 10.000 Scheidsrechter: Dimitris Sarakinos (GRE) |

|                                                                         |                       |       |       |                                                                                       |
| 11 oktober Vriendschappelijk № 267 «onderlinge duels» 15:00 uur (UTC+2) | Roemenië              | 1 – 0 | Polen | Stadionul Steaua, Boekarest Toeschouwers: 15.000 Scheidsrechter: Yordan Zhezhov (BUL) |
| 11 oktober Vriendschappelijk № 267 «onderlinge duels» 15:00 uur (UTC+2) | Anghel Iordănescu 10' |       |       | Stadionul Steaua, Boekarest Toeschouwers: 15.000 Scheidsrechter: Yordan Zhezhov (BUL) |

|                                                                            |                                                         |       |                                                |                                                                                         |
| 25 oktober EK 1980 kwalificatie № 268 «onderlinge duels» 15:00 uur (UTC+2) | Roemenië                                                | 3 – 2 | Joegoslavië                                    | Stadionul Steaua, Boekarest Toeschouwers: 24.090 Scheidsrechter: Ricardo Lattanzi (ITA) |
| 25 oktober EK 1980 kwalificatie № 268 «onderlinge duels» 15:00 uur (UTC+2) | Ştefan Sameş 62' Ştefan Sameş 63' Anghel Iordănescu 75' |       | 21' (pen.) Vladimir Petrović 90' Damir Desnica | Stadionul Steaua, Boekarest Toeschouwers: 24.090 Scheidsrechter: Ricardo Lattanzi (ITA) |

|                                                                             |                       |       |          |                                                                                       |
| 15 november EK 1980 kwalificatie № 269 «onderlinge duels» 21:00 uur (UTC+1) | Spanje                | 1 – 0 | Roemenië | Estadio Luis Casanova, Valencia Toeschouwers: 37.019 Scheidsrechter: Jan Keizer (NED) |
| 15 november EK 1980 kwalificatie № 269 «onderlinge duels» 21:00 uur (UTC+1) | Juan Manuel Asensi 9' |       |          | Estadio Luis Casanova, Valencia Toeschouwers: 37.019 Scheidsrechter: Jan Keizer (NED) |

|                                                                          |                                         |       |                         |                                                                                          |
| 13 december Vriendschappelijk № 270 «onderlinge duels» 15:00 uur (UTC+2) | Griekenland                             | 2 – 1 | Roemenië                | Leoforos Alexandrasstadion, Athene Toeschouwers: 6.259 Scheidsrechter: Jan Peeters (BEL) |
| 13 december Vriendschappelijk № 270 «onderlinge duels» 15:00 uur (UTC+2) | Giorgos Koudas 43' Takis Nikoloudis 70' |       | 85' (pen.) Mihai Romilă | Leoforos Alexandrasstadion, Athene Toeschouwers: 6.259 Scheidsrechter: Jan Peeters (BEL) |

|                                                                          |                   |       |                     |                                                                                    |
| 19 december Vriendschappelijk № 271 «onderlinge duels» 17:00 uur (UTC+2) | Israël            | 1 – 1 | Roemenië            | Bloomfieldstadion, Tel Aviv Toeschouwers: 7.000 Scheidsrechter: Franz Latzin (AUT) |
| 19 december Vriendschappelijk № 271 «onderlinge duels» 17:00 uur (UTC+2) | Uri Malmilian 54' |       | 77' Constantin Stan | Bloomfieldstadion, Tel Aviv Toeschouwers: 7.000 Scheidsrechter: Franz Latzin (AUT) |

### 1979
|                                                                       |                                                   |       |             |                                                                                   |
| 21 maart Vriendschappelijk № 272 «onderlinge duels» 16:15 uur (UTC+2) | Roemenië                                          | 3 – 0 | Griekenland | Stadionul Steaua, Boekarest Toeschouwers: 17.259 Scheidsrechter: Spas Lukov (BUL) |
| 21 maart Vriendschappelijk № 272 «onderlinge duels» 16:15 uur (UTC+2) | Ion Dumitru 5' Ilie Balaci 45' Dudu Georgescu 83' |       |             | Stadionul Steaua, Boekarest Toeschouwers: 17.259 Scheidsrechter: Spas Lukov (BUL) |

|                                                                         |                                              |       |                   |                                                                                             |
| 4 april EK 1980 kwalificatie № 273 «onderlinge duels» 16:00 uur (UTC+2) | Roemenië                                     | 2 – 2 | Spanje            | Stadionul Central, Craiova Toeschouwers: 34.506 Scheidsrechter: Marcel Van Langenhove (BEL) |
| 4 april EK 1980 kwalificatie № 273 «onderlinge duels» 16:00 uur (UTC+2) | Dudu Georgescu 55' (pen.) Dudu Georgescu 64' |       | 57' Dani 69' Dani | Stadionul Central, Craiova Toeschouwers: 34.506 Scheidsrechter: Marcel Van Langenhove (BEL) |

|                                                                        |                    |       |                    |                                                                                    |
| 13 mei EK 1980 kwalificatie № 274 «onderlinge duels» 16:30 uur (UTC+3) | Cyprus             | 1 – 1 | Roemenië           | Tsirionstadion, Limasol Toeschouwers: 6.488 Scheidsrechter: Dimitar Parmakov (BUL) |
| 13 mei EK 1980 kwalificatie № 274 «onderlinge duels» 16:30 uur (UTC+3) | Sotiris Kaiafas 4' |       | 30' Ionel Augustin | Tsirionstadion, Limasol Toeschouwers: 6.488 Scheidsrechter: Dimitar Parmakov (BUL) |

|                                                                     |                     |       |          |                                                                                           |
| 1 juni Vriendschappelijk № 275 «onderlinge duels» 16:00 uur (UTC+1) | DDR                 | 1 – 0 | Roemenië | Stadion der Weltjugend, Berlijn Toeschouwers: 50.000 Scheidsrechter: Károly Palotai (HUN) |
| 1 juni Vriendschappelijk № 275 «onderlinge duels» 16:00 uur (UTC+1) | Joachim Streich 64' |       |          | Stadion der Weltjugend, Berlijn Toeschouwers: 50.000 Scheidsrechter: Károly Palotai (HUN) |

|                                                                          |                                                              |       |          |                                                                                              |
| 29 augustus Vriendschappelijk № 276 «onderlinge duels» 17:00 uur (UTC+2) | Polen                                                        | 3 – 0 | Roemenië | Stadion Dziesięciolecia, Warschau Toeschouwers: 20.000 Scheidsrechter: Anders Mattsson (FIN) |
| 29 augustus Vriendschappelijk № 276 «onderlinge duels» 17:00 uur (UTC+2) | Grzegorz Lato 30' Stanisław Terlecki 77' Zbigniew Boniek 84' |       |          | Stadion Dziesięciolecia, Warschau Toeschouwers: 20.000 Scheidsrechter: Anders Mattsson (FIN) |

|                                                                         |                                                                          |       |                       |                                                                                           |
| 14 oktober Vriendschappelijk № 277 «onderlinge duels» 17:00 uur (UTC+3) | Sovjet-Unie                                                              | 3 – 1 | Roemenië              | Centraal Leninstadion, Moskou Toeschouwers: 27.000 Scheidsrechter: Aleksander Nikić (YUG) |
| 14 oktober Vriendschappelijk № 277 «onderlinge duels» 17:00 uur (UTC+3) | Vagiz Chidijatoellin 16' Leonid Boerjak 18' (pen.) Stepan Yurchishin 84' |       | 24' Alexandru Nicolae | Centraal Leninstadion, Moskou Toeschouwers: 27.000 Scheidsrechter: Aleksander Nikić (YUG) |

|                                                                            |                                       |       |                     |                                                                                  |
| 31 oktober EK 1980 kwalificatie № 278 «onderlinge duels» 14:00 uur (UTC+1) | Joegoslavië                           | 2 – 1 | Roemenië            | Stadion Trepče, Mitrovicë Toeschouwers: 24.397 Scheidsrechter: Jan Redelfs (FRG) |
| 31 oktober EK 1980 kwalificatie № 278 «onderlinge duels» 14:00 uur (UTC+1) | Zlatko Vujović 48' Blaž Slišković 50' |       | 79' Marcel Răducanu | Stadion Trepče, Mitrovicë Toeschouwers: 24.397 Scheidsrechter: Jan Redelfs (FRG) |

|                                                                             |                                           |       |        |                                                                                  |
| 18 november EK 1980 kwalificatie № 279 «onderlinge duels» 14:00 uur (UTC+2) | Roemenië                                  | 2 – 0 | Cyprus | Dinamostadion, Boekarest Toeschouwers: 3.000 Scheidsrechter: Dušan Krchňák (TCH) |
| 18 november EK 1980 kwalificatie № 279 «onderlinge duels» 14:00 uur (UTC+2) | Gheorghe Mulţescu 42' Marcel Răducanu 75' |       |        | Dinamostadion, Boekarest Toeschouwers: 3.000 Scheidsrechter: Dušan Krchňák (TCH) |

CONMEBOL: Colombia · Ecuador

UEFA: Albanië · België · Bulgarije · Cyprus · Denemarken · West-Duitsland · Duitse Democratische Republiek · Engeland · Finland · Frankrijk · Griekenland · Hongarije · IJsland · Ierland · Italië · Joegoslavië · Luxemburg · Malta · Nederland · Noord-Ierland · Noorwegen · Oostenrijk · Polen · Portugal · Roemenië · Schotland ·  Sovjet-Unie ·  Spanje · Tsjecho-Slowakije · Turkije · Wales ·  Zweden · Zwitserland

CAF: Madagaskar AFC: Israël

FRF · A-internationals · Selecties · Bondscoaches · Statistieken · Roemeens vrouwenelftal · Olympisch elftal · Roemenië U21 · Roemenië U20 · Roemenië U19 · Roemenië U18 · Roemenië U17 · Roemenië U16
1922 – 1929 · 
1930 – 1939 · 
1940 – 1949 · 
1950 – 1959 · 
1960 – 1969 · 
1970 – 1979 · 
1980 – 1989 · 
1990 – 1999 · 
2000 – 2009 · 
2010 – 2019 · 
2020 – 2029
EK's: 1984 · 
1996 · 
2000 · 
2008 · 
2016 · 
2024
WK's: 1930 · 
1934 · 
1938 · 
1970 · 
1990 · 
1994 · 
1998
OS: 1924 · 
1952 · 
1964 · 
2020
1922 · 
1923 · 
1924 · 
1925 · 
1926 · 
1927 · 
1928 · 
1929 · 
1930 · 
1931 · 
1932 · 
1933 · 
1934 · 
1935 · 
1936 · 
1937 · 
1938 · 
1939 · 
1940 · 
1941 · 
1942 · 
1943 · 
1944 · 
1945 · 
1946 · 
1947 · 
1948 · 
1949 · 
1950 · 
1952 · 
1952 · 
1953 · 
1954 · 
1955 · 
1956 · 
1957 · 
1958 · 
1959 · 
1960 · 
1961 · 
1962 · 
1963 · 
1964 · 
1965 · 
1966 · 
1967 · 
1968 · 
1969 · 
1970 · 
1971 · 
1972 · 
1973 · 
1974 · 
1975 · 
1976 · 
1977 · 
1978 · 
1979 · 
1980 · 
1981 · 
1982 · 
1983 · 
1984 · 
1985 · 
1986 · 
1987 · 
1988 · 
1989 · 
1990 · 
1991 · 
1992 · 
1993 · 
1994 · 
1995 · 
1996 · 
1997 · 
1998 · 
1999 · 
2000 · 
2001 · 
2002 · 
2003 · 
2004 · 
2005 · 
2006 · 
2007 · 
2008 · 
2009 · 
2010 · 
2011 · 
2012 · 
2013 · 
2014 · 
2015 ·
2016 ·
2017 ·
2018 ·
2019 ·
2020 ·
2021 ·
2022 ·
2023
Albanië ·
Algerije ·
Andorra ·
Argentinië ·
Armenië ·
Australië ·
Azerbeidzjan ·
België ·
Bolivia ·
Bosnië en Herzegovina ·
Brazilië ·
Bulgarije ·
Chili ·
China ·
Colombia ·
Congo-Kinshasa ·
Cuba ·
Cyprus ·
DDR ·
Denemarken ·
Duitsland ·
Ecuador ·
Egypte ·
Engeland ·
Estland ·
Faeröer ·
Finland ·
Frankrijk ·
Georgië ·
Griekenland ·
Honduras ·
Hongarije ·
Ierland ·
IJsland ·
Irak ·
Iran ·
Israël ·
Italië ·
Ivoorkust ·
Japan ·
Joegoslavië ·
Kameroen ·
Kazachstan · 
Kosovo · 
Kroatië ·
Letland ·
Liechtenstein ·
Litouwen ·
Luxemburg ·
Malta ·
Marokko ·
Mexico ·
Moldavië ·
Montenegro ·
Nederland ·
Nigeria ·
Noord-Ierland ·
Noord-Macedonië ·
Noorwegen ·
Oekraïne ·
Oostenrijk ·
Paraguay ·
Peru ·
Polen ·
Portugal ·
Rusland ·
San Marino ·
Schotland ·
Servië ·
Slovenië ·
Slowakije ·
Sovjet-Unie ·
Spanje ·
Trinidad en Tobago ·
Tsjechië ·
Tsjecho-Slowakije ·
Tunesië ·
Turkije ·
Turkmenistan ·
Uruguay ·
Verenigde Arabische Emiraten ·
Verenigde Staten ·
Wales ·
Wit-Rusland ·
Zuid-Korea ·
Zweden ·
Zwitserland
Albanië (2016) · 
Frankrijk (2008) · 
Frankrijk (2016) · 
Italië (2008) · 
Nederland (2008) · 
Zwitserland (2016)